# MTV Movie Awards 2004

Logo

La 13ª edizione degli MTV Movie Awards si è svolta il 5 giugno 2004 ai Sony Pictures Studios di Culver City, California, ed è stata presentata da Lindsay Lohan.

## Performance musicali
Nel corso dello spettacolo si sono esibiti:
- Beastie Boys (Ch-Check It Out)
- D12 (My Band)
- Yeah Yeah Yeahs (Maps)

## Parodie (Movie Spoofs)
Nel corso dello spettacolo sono stati parodiati:
- Kill Bill

## Vincitori e candidati
I vincitori sono indicati in grassetto.

### Miglior film (Best Movie)
- Il Signore degli Anelli - Il ritorno del re (The Lord of the Rings: The Return of the King), regia di Peter Jackson
- Alla ricerca di Nemo (Finding Nemo), regia di Andrew Stanton
- X-Men 2 (X2: X-Men United), regia di Bryan Singer
- 50 volte il primo bacio (50 First Dates), regia di Peter Segal
- La maledizione della prima luna (Pirates of the Caribbean: The Curse of the Black Pearl), regia di Gore Verbinski

### Miglior performance maschile (Best Male Performance)
- Johnny Depp - La maledizione della prima luna (Pirates of the Caribbean: The Curse of the Black Pearl)
- James Caviezel - La passione di Cristo (The Passion of the Christ)
- Tom Cruise - L'ultimo samurai (The Last Samurai)
- Bill Murray - Lost in Translation - L'amore tradotto (Lost in Translation)
- Adam Sandler - 50 volte il primo bacio (50 First Dates)

### Miglior performance femminile (Best Female Performance)
- Uma Thurman - Kill Bill: Volume 1
- Charlize Theron - Monster
- Queen Latifah - Un ciclone in casa (Bringing Down the House)
- Drew Barrymore - 50 volte il primo bacio (50 First Dates)
- Halle Berry - Gothika

### Miglior performance rivelazione maschile (Breakthrough Male Performance)
- Shawn Ashmore - X-Men 2 (X2: X-Men United)
- Shia LaBeouf - Holes - Buchi nel deserto (Holes)
- Ludacris - 2 Fast 2 Furious
- Omarion - SDF Street Dance Fighters (You Got Served)
- Cillian Murphy - 28 giorni dopo (28 Days Later)

### Miglior performance rivelazione femminile (Breakthrough Female Performance)
- Lindsay Lohan - Quel pazzo venerdì (Freaky Friday)
- Scarlett Johansson - Lost in Translation - L'amore tradotto (Lost in Translation)
- Keira Knightley - La maledizione della prima luna (Pirates of the Caribbean: The Curse of the Black Pearl)
- Jessica Biel - Non aprite quella porta (The Texas Chainsaw Massacre)
- Evan Rachel Wood - Thirteen - 13 anni (Thirteen)

### Miglior performance comica (Best Comedic Performance)
- Jack Black - School of Rock
- Ellen DeGeneres - Alla ricerca di Nemo (Finding Nemo)
- Johnny Depp - La maledizione della prima luna (Pirates of the Caribbean: The Curse of the Black Pearl)
- Will Ferrell - Elf
- Jim Carrey - Una settimana da Dio (Bruce Almighty)

### Miglior cattivo (Best Villain)
- Lucy Liu - Kill Bill: Volume 1
- Andrew Bryniarski nel ruolo di Leatherface - Non aprite quella porta (The Texas Chainsaw Massacre)
- Kiefer Sutherland - In linea con l'assassino (Phone Booth)
- Geoffrey Rush - La maledizione della prima luna (Pirates of the Caribbean: The Curse of the Black Pearl)
- Demi Moore - Charlie's Angels: più che mai (Charlie's Angels: Full Throttle)

### Miglior performance di gruppo (Best On-Screen Team)
- Adam Sandler e Drew Barrymore - 50 volte il primo bacio (50 First Dates)
- Johnny Depp e Orlando Bloom - La maledizione della prima luna (Pirates of the Caribbean: The Curse of the Black Pearl)
- Jack Black e la School of Rock Band - School of Rock
- Ben Stiller e Owen Wilson - Starsky & Hutch
- Will Smith e Martin Lawrence - Bad Boys II

### Miglior sequenza di ballo (Best Dance Sequence)
- Seann William Scott - American Pie - Il matrimonio (American Wedding)
- Drew Barrymore, Cameron Diaz e Lucy Liu - Charlie's Angels: più che mai (Charlie's Angels: Full Throttle)
- Ben Stiller e Jennifer Aniston - ...e alla fine arriva Polly (Along Came Polly)
- Steve Martin - Un ciclone in casa (Bringing Down the House)
- Omarion, Marques Houston e la Lil' Saint's Dance Crew - SDF Street Dance Fighters (You Got Served)

### Miglior combattimento (Best Fight)
- Uma Thurman contro Chiaki Kuriyama - Kill Bill: Volume 1
- Hugh Jackman contro Kelly Hu - X-Men 2 (X2: X-Men United)
- Keanu Reeves contro Hugo Weaving - Matrix Reloaded (The Matrix Reloaded)
- Dwayne Johnson contro i Kontiki Rebels - Il tesoro dell'Amazzonia (The Rundown)
- Queen Latifah contro Missi Pyle - Un ciclone in casa (Bringing Down the House)

### Miglior bacio (Best Kiss)
- Owen Wilson, Carmen Electra e Amy Smart - Starsky & Hutch
- Charlize Theron e Christina Ricci - Monster
- Keanu Reeves e Monica Bellucci - Matrix Reloaded (The Matrix Reloaded)
- Jim Carrey e Jennifer Aniston - Una settimana da Dio (Bruce Almighty)
- Shawn Ashmore e Anna Paquin - X-Men 2 (X2: X-Men United)

### Miglior sequenza d'azione (Best Action Sequence)
- La battaglia di Gondor - Il Signore degli Anelli - Il ritorno del re (The Lord of the Rings: The Return of the King)
- L'inseguimento sulla Intercoastal Freeway - Bad Boys II
- L'inseguimento con il tir - Terminator 3 - Le macchine ribelli (Terminator 3: Rise of the Machines)
- La fuga dalla Mongolia - Charlie's Angels: più che mai (Charlie's Angels: Full Throttle)

### Miglior cameo (Best Cameo)
- Simon Cowell - Scary Movie 3 - Una risata vi seppellirà (Scary Movie 3)
- Matt Damon - EuroTrip
- Paul Michael Glaser e David Soul - Starsky & Hutch
- John McEnroe - Terapia d'urto (Anger Management)
- Pink - Charlie's Angels - Più che mai (Charlie's Angels: Full Throttle)